# Antonio Juan Marcos Issa
Antonio Juan Marcos Issa (Torreón, 26 de octubre de 1946) es un  empresario mexicano.

## Biografía
Es licenciado en economía por la Universidad de Nuevo León egresado en 1969. Maestro en planeación económica y social por la New School for Research de Nueva York. 

En el ámbito académico ha sido maestro y secretario de la Facultad de Economía de la Universidad de Nuevo León; catedrático de la Escuela de Economía del ITAM; en el Instituto Mexicano de Comercio Exterior ocupó la Jefatura del departamento de Estudios Económicos.
Colaboró en el Fideicomiso de parques, conjuntos y ciudades industriales (1973) de Nacional Financiera. De 1973 a 1977 ocupó la subdirección de Producción Industrial en el Inmecafé, posterior a ello y hasta 1980 fue director general del Fonapas. Embajador de México en la FAO por dos años entre 1980 y 1982, por la época en que dicho organismo internacional discutía sobre la propuesta de creación de un banco internacional de genes.
Fue también representante de Pemex para Europa con sede en París, Francia (1983-1986). En la Secretaría de Relaciones Exteriores del Gobierno de México fungió como director regional del Noreste hasta 1993. Secretario de Finanzas del gobierno del estado de Coahuila (1993-1999). Asesor general de la Dirección de Pemex (2000 a febrero de 2003).
Ha participado activamente en negocios de agricultura y construcción desde 1985. Actualmente tiene inversiones en el sector energético.